# Linderbach (Gramme)
Der Linderbach ist ein etwa 15 Kilometer langer, linker Nebenfluss der Gramme im Thüringer Becken östlich von Erfurt. 

## Verlauf
Der Bach hat seinen Ursprung in zahlreichen ihm zufließenden kleinen Bächen. Dazu gehört das Wasser der Suhle Quelle, die südöstlich von Erfurt im Willroder Forst entspringt, das Wasser des Pfingstbaches, der am Haarberg der Königsquelle entspringt, den Ort Niedernissa durchfließt und sich nahe Windischholzhausen in den Urbach ergießt. Dieser fließt durch Urbich (dem er seinen Namen gab) und die Urbicher Flur und vereinigt sich vor Linderbach mit dem aus Büßleben kommenden Peterbach und heißt von nun an Linderbach und fließt weiter durch Azmannsdorf und Kerspleben, wo er seine Verlaufsrichtung auf Nordost ändert. Der Linderbach fließt weiter über Töttleben, die Erfurter Stadtgrenze und Kleinmölsen, bevor er in Großmölsen im Landkreis Sömmerda von links in die Gramme, einen Nebenfluss der Unstrut mündet.

## Etymologie
Hier liegt eine Zusammensetzung mit -bach vor. Das Bestimmungswort entstammt dem althochdeutschen linthi, lindi, lind bzw. dem mittelhochdeutschen linde, lind. Dies bedeutet vom Wasser, das wenig netzt.

## Zuflüsse
Die wichtigsten Nebenflüsse des Linderbachs sind der Peterbach und der Urbach.